# انجمن اهدای عضو ایرانیان
انجمن اهدای عضو ایرانیان که به‌صورت یک سازمان مردم نهاد غیرانتفاعی، غیر سیاسی و غیردولتی توسط عده ای از متخصصین فراهم آوری و پیوند اعضا و فرهیختگان عرصه هنر و فرهنگ کشور در سال ۱۳۹۴ تأسیس گردیده تلاش در جهت استفاده بهینه از اعضای همه افراد مرگ مغزی مناسب اهدا در جهت نجات بیماران نیازمند پیوند می‌باشد. در این راستا انجمن با ارتقای یکپارچه آمار [اهدای عضو] در کشور در نهادینه سازی این فرهنگ نوپا در ایران می‌کوشد. همچنین با آموزش تخصصی هماهنگ کنندگان اهدای عضو دانش این افراد را برای شناسایی، مراقبت، رویارویی با خانواده اهداکننده و سایر مراحل فراهم آوری اعضا بالا برده و بدین وسیله موجب افزایش کمیت و کیفیت اعضای اهدا شده می‌گردد. با حمایت از پژوهش در زمینه اهدای عضو انجمن تلاش دارد که اطلاعات همه تیم‌های اهدای عضو را به روز نگه داشته و کاری کند که ایران یکی از منابع علمی معتبر دنیا باشد. همچنین با حمایت از خانواده‌های اهداکننده عضو و توانبخشی آنان تلاش می‌کند که قدردانی جامعه از اقدام مسئولانه و ایثارگرانه این خانواده‌ها را به آنها نشان دهد. در نهایت انجمن در کنار وزارت بهداشت آمادگی پذیرش مسئولیت و راهبری همه مواردی را که در ارتقای اهدای عضو و پیوند اعضا در کشور ضروری بوده ولی در بدنه دولت به سختی انجام پذیر است را دارد.

## چشم‌انداز
انجمن اهدای عضو ایرانیان در پی روزی است که هیچ فرد مرگ مغزی اعضای ارزشمند خود را با خود به زیر خاک نبرد و هیچ انسان نیازمند پیوندی در لیست انتظار به دلیل نرسیدن عضو پیوندی جان خود را از دست ندهد.

## تاریخچه
با توجه به اینکه پیشرفت در برخی ابعاد اهدای عضو و پیوند اعضا در هر کشور توسط سیستم‌های دولتی مانند بیمارستان و مرکز فراهم‌آوری و پیوند یا حتی وزارت بهداشت بسیار پرهزینه، زمان‌بر و مشکل بوده و حتی در برخی موارد با توجه به سنگینی بدنه این سیستم‌ها غیرعملی است در اکثر کشورهای جهان سازمان‌های مردم نهاد به کمک دولت آمده و با استفاده از نیروهای متخصص که به راحتی می‌توانند در این انجمن‌ها به کار گرفته شوند امکان پیشرفت هر چه سریعتر اهدای عضو و پیوند اعضا را در آن کشورها فراهم می‌نمایند. در همین راستا در سال ۱۳۹۴ بانیان این انجمن که در زمینه فراهم‌آوری و پیوند اعضا در کشور و حتی در سایر کشورها شناخته شده بودند گرد هم آمدند تا با در میان گذاشتن توان و تجربه خود راهگشایی برای نجات هر چه بیشتر بیماران نیازمند پیوند در کشورباشند.
با توجه به اهداف انجمن اعضای هیئت مؤسس، هیئت مدیره و هیئت امنای این انجمن از ترکیبی از متخصصین پزشکی، فرهنگی، هنری و اقتصادی کشور در نظر گرفته شدند و با توجه به چارت سازمانی انجمن سعی شد که نیروهای متخصص در غالب کمیته‌های مختلف، انجمن را در مسیرهای درست تخصصی هدایت نمایند.

## اهداف اصلی
1. ارتقای فرهنگ اهدای عضو
2. حمایت از خانواده‌های اهداکننده
3. آموزش اهدای عضو به تیم‌های درمانی و جامعه
4. حمایت از طرح‌های پژوهشی مرتبط با اهدای عضو

## اهداف فرعی
1. ارتقای دانش مسئولین و پرسنل واحدهای فراهم‌آوری اعضای پیوندی در همه زمینه‌های اهدای عضو
2. ارتقای دانش کلیه رشته‌های پزشکی و پیراپزشکی دربارهٔ مرگ مغزی و اهدای عضو
3. ارتقای دانش کلیه سطوح جامعه دربارهٔ مرگ مغزی و اهدای عضو
4. دسترسی راحت بیماران نیازمند به پیوند اعضا به ارگان‌های پیوندی
5. شناسایی کامل افراد مرگ مغزی
6. جلوگیری از خاکسپاری ارگان‌ها
7. ارتقای کیفیت ارگان‌ها
8. ایجاد عدالت و مساوات در تخصیص ارگان‌ها
9. کمک به ایجاد شبکه تخصیص عضو کشوری انتقال ارگان‌ها و نسوج بین مراکز مختلف کشور
10. ایجاد خودکفایی در کشور و کاهش نیاز به ارجاع بیماران برای پیوند اعضا و نسوج به سایر کشورها
11. رسیدگی به مشکلات خانواده‌های اهداکننده عضو افراد مرگ مغزی
12. همراه نمودن خیرین
13. ایجاد تعامل و تعاون با سازمان‌های ذی‌ربط

## فعالیت‌ها
1. برگزاری سالانه همایش بزرگداشت اهدای عضو (جشن نفس[۶][۷])
2. برگزاری «ضیافت نفس» در ماه ضیافت الهی [۸][۹]
3. فعالیت‌های پژوهشی[۱۰]
4. فعالیت‌های مددکاری
5. فعالیت‌های آموزشی[۱۱][۱۲][۱۳]
6. فعالیت‌های فرهنگی
7. فعالیت‌های زیرساختی

## تعامل انجمن اهدای عضو ایرانیان با سازمان‌ها و نهادها
در راستای کمک به ارتقای اهدای عضو تعاملات زیادی بین انجمن با سازمانها، ارگانها و شرکت‌های مختلف به وقوع می‌پیوندد که در ذیل به پاره ای از آنها اشاره می‌گردد:
1. بیمه دی[۱۴]
2. وزارت بهداشت، درمان و آموزش پزشکی
3. شرکت فناپ[۱۵]
4. شورای سیاستگذاری سلامت صدا و سیما
5. سازمان زیباسازی شهر تهران
6. سازمان آموزش و پرورش[۱۶][۱۷]
7. شهرداری تهران[۱۸]
8. خانه هنرمندان[۱۹][۲۰]
9. سازمان سینمایی ارشاد
10. مترو تهران
11. کمیته امداد
12. مؤسسه خیریه امام علی (ع) شهر ری
13. اسنپ[۲۱] - تأمین خودرو - جشن نفس ۹۶
14. اسنپ - تأمین خودرو - ضیافت نفس ۹۷
15. گلوریا - تأمین گل برای هنرمندان ضیافت نفس ۹۷
16. گروه تئاتر سوشیانت
17. شرکت پروانه - آماده‌سازی بازارچه ضیافت نفس ۹۷
18. حام - پخش آنلاین جشن نفس ۹۵
19. تیوال - تولید محتوا و پخش آنلاین جشنواره هنرهای تجسمی نفس[۲۲]

## کمیته‌ها
یکی از ارکان انجمن اهدای عضو ایرانیان کمیته‌های آن است. با توجه به اینکه این انجمن رسالات مختلفی از جمله فرهنگ سازی، مددکاری خانواده‌های اهداکننده عضو، آموزش تیم‌های فراهم‌آوری اعضا، حمایت از پژوهش‌های مربوط، کمک به وزارت بهداشت در ثبت اطلاعات فراهم‌آوری و پیوند اعضای کشور و بسیاری دیگر را بر عهده دارد که هر کدام از آنها بالاخص رسالت فرهنگی شاخه‌های متنوع و گوناگونی را در بر می‌گیرد و هر کدام نیاز به تخصص خاص آن دارد، انجمن اهدای عضو ایرانیان با دعوت از متخصصین مختلف در زمینه‌های هنری، فرهنگی، علمی، پژوهشی و مددکاری کمیته‌های مختلفی را ایجاد کرده که در آن متخصصان هر رشته با تبادل نظر بهترین راهکارهای ارتقای اهدای عضو و پیوند اعضا در حیطه خود را در اختیار انجمن می‌گذارند. تاکنون کمیته‌های مختلفی در انجمن تشکیل شده و کمیته‌های دیگری نیز به تدریج در حال اضافه شدن به ساختار آن هستند. در زیر اسامی کمیته‌های انجمن آورده شده‌است:
1. کمیته آموزش
2. کمیته پژوهش
3. کمیته بین‌الملل
4. کمیته IT
5. کمیته مددکاری
6. کمیته هنرهای تجسمی
7. کمیته انیمیشن
8. کمیته سینما
9. کمیته تئاتر
10. کمیته شعر و ادبیات
11. کمیته موسیقی
12. کمیته خبر[۲۳]
13. کمیته سفیران

o گروه مترجمین
o گروه سفیران سخنران
o گروه برپایی غرفه
o گروه اجرایی و پشتیبانی
1. کمیته انتشارات و تبلیغات
2. کمیته فضای مجازی
3. کمیته برندینگ
4. کمیته جذب منابع و توانمند سازی انجمن

همچنین با توجه به واگذاری مسئولیت ایجاد سامانه کشوری اطلاعات فراهم‌آوری و پیوند اعضا از طرف وزارت بهداشت، درمان و آموزش پزشکی به انجمن در تاریخ ۱۴ آذر ۱۳۹۶، کمیته‌های علمی تخصصی زیر نیز یک به یک در حال تشکیل می‌باشند:
1. کمیته فراهم آوری اعضا
2. کمیته پیوند کلیه
3. کمیته پیوند کبد، پانکراس و سایر احشاء شکمی
4. کمیته پیوند قلب
5. کمیته پیوند ریه
6. کمیته تخصیص عضو
7. کمیته آمار
8. کمیته اخلاق

## سفیران اهدای عضو
بدیهی است فعالیت‌های انجمن بالاخص فعالیت‌های عظیم فرهنگی و آموزشی نمی‌تواند تنها توسط ۱۲ نفر پرسنل آن انجام گردد. در این راستا نیروهای داوطلب همیشه از ارکان مهم انجمن بوده و بخش اعظمی از کار زیر نظر مدیران انجمن توسط این نیروها صورت می‌گیرد. سفیر اهدای عضو نیروی داوطلبی است که با هر شغل و سمتی که دارد در کنار انجمن پاره‌ای از مسئولیت‌ها را در رشته تخصصی خود و گاهی کاملاً دور از آن به عهده گرفته و یکرنگ و خالصانه در کنار دیگر سفیران و پرسنل انجمن حماسه‌های مختلف را در کشور ایجاد می‌نماید. (سفیران اهدای عضو)
بسیاری از سفیران انجمن، هنرمندان، ورزشکاران، روحانیون و مقاماتی هستند که بودنشان در کنار انجمن موجب تأثیر بسیار مثبت در ارتقای فرهنگ مقدس اهدای عضو و جلب مردم گشته و هر چه بیشتر موجب نهادینه شدن این نهال نوپا می‌گردد. این افراد همیشه بدون چشمداشت در فعالیت‌های مختلف در کنار ما حضور پیدا کرده و با تبلیغ اهدای عضو بخصوص در فضای مجازی مردم را با مسئله مرگ مغزی و اهدای عضو آشناتر می‌کنند.

## تغییر زیرساخت سامانه
از تاریخ 20 اردیبهشت 1399، با توجه به مشکلات پیش آمده و سیاستگذاری‌های جدید مدیران انجمن، سامانه جدید انجمن اهدای عضو ایرانیان به آدرس www.ehdacenter.ir بعد از بازنویسی فوری توسط شرکت فناوری اطلاعات پاسارگاد آریان (فناپ) راه‌اندازی و رونمایی گردید.
سامانه پیامکی 3432 (که با همراهی بی‌نظیر اپراتورهای همراه اول و ایرانسل به صورت رایگان راه‌اندازی گردیده بود) پس از حدود 10 ماه توقف مجدداً بازنویسی گردید و شروع به ثبت‌نام کارت اهدای عضو نمود. به این منظور هر ایرانی می‌تواند با ارسال کد ملی ده رقمی خود به سرشماره 3432 از طریق پیامک اپراتورهای ایرانسل بایگانی‌شده  در ۱ ژوئن ۲۰۲۰ توسط Wayback Machine و همراه اول و ارسال موارد خواسته شده در آن در کمتر از یک دقیقه کارت اهدای عضو خود را ثبت نماید و لینک تصویر آن بر روی سامانه را دریافت نماید.